# Cho Won-hee
Cho Won-hee (조원희?, 趙源熙?; Seul, 17 aprile 1983) è un ex calciatore sudcoreano, di ruolo centrocampista.